# 小糙野青茅
小糙野青茅（学名：Deyeuxia scabrescens var. humilis）为禾本科野青茅属下的一个变种。

## 扩展阅读
- 維基物種上的相關：小糙野青茅